# Lee Jung-jae
Lee Jung-jae (Seoel, 15 december 1972) is een Zuid-Koreaans acteur en zakenman. Hij werd internationaal bekend van zijn rol in de Netflix-serie Squid Game. In 2022 won Lee een Emmy voor deze rol. Eerder had hij voor zijn rol als Sejo van Joseon in de film The Face Reader een Blue Dragon Award gewonnen. Later had Lee ook een rol in de Star Wars-serie The Acolyte.
Naast zijn acteer carrière bezit Lee een Italiaans restaurant Il Mare, vernoemd naar zijn film, in de studentenwijk Daehangno, Jongno-gu in Seoel. In 2008 richtte hij het vastgoedbedrijf Seorim C&D op.
Van 2013 tot 2016 stond Lee onder contract bij bureau C-JeS Entertainment (tegenwoordig C-Jes Studios).

## Biografie
Lee werd geboren op 15 december 1972 in het Jung District in Seoul. Hij ging naar de Dongguk Universiteit. Hij brak in 1998 door met zijn rol in An Affair van E J-yong. Deze rol werd opgevolgd met een rol in City of the Rising Sun, waarvoor Lee een Blue Dragon Award won. Hierna speelde Lee in diverse filmrollen die geen succes opleverden. Ook keerde hij vanaf 2007 kortstondig terug als televisieacteur in Air City en Triple. Vanaf 2010 had Lee filmrollen in The Housemaid en The Thieves. Laatstgenoemde werd een groot succes in Zuid-Korea waar het de tweede meest succesvolle film aan de kassa wist te worden. Een jaar later speelde Lee een politieofficier in New World en Sejo van Joseon in The Face Reader. Voor laatstgenoemde won hij een Blue Dragon Award in de categorie Beste acteur in een bijrol. In 2015 had Lee een rol in Assasination. Hierna volgden rollen in Tik Tok, Operation Chromite, Warriors of the Dawn en Along With the Gods: The Two Worlds. 
Vanaf 2019 keerde Lee terug als televisieacteur en had hij rollen in Chief of Staff en Deliver Us from Evil. In september 2021 speelde hij het personage Seong Gi-hun, de hoofdrolspeler in het survivaldrama Squid Game op Netflix. Gi-Hun is een gokker die in de schulden terechtkomt en wordt gerekutreerd om mee te doen aan dodelijke kinderspellen voor een hoge prijzenpot van 45,6 miljard Koreaanse won. De serie werd een groot internationaal succes en leverde Lee nominaties op voor een Critics' Choice Television Award, Golden Globe en Screen Actors Guild Award. Samen met zijn medespelers werd hij ook genomineerd voor een Screen Actors Guild Award. Indivueel won Lee een Emmy Award voor zijn rol in Squid Game, waarmee zijn rol de eerste niet Engelstalige en eerste Aziatische persoon was die deze prijs wist te winnen. In april 2022 werd bekend dat Lee zou terug keren in de rol van Seong Gi-hun voor een tweede seizoen van Squid Game. Het tweede seizoen van Squid Game was vanaf 26 december 2024 te zien en in 2025 zal een derde seizoen van de serie verschijnen.
In 2021 werd bekend dat Lee ambassadeur wordt van het modemerk Gucci. Een jaar later maakte hij zijn regisseursdebuut met de film Hunt, waarin hijzelf ook een rol speelt. De film ging in première op het Filmfestival van Cannes 2022. Hetzelfde jaar werd Lee gecast in de Star Wars-televisieserie The Acolyte, uitgebracht op Disney+. Van de Zuid-Koreaanse president Yoon Suk-yeol ontving Lee een Orde van Culturele Verdienste.

## Filmografie
- 1993: Love is Oh Yeah!
- 1994: The Young Man
- 1996: Albatross
- 1997: Firebird
- 1997: Park vs Park
- 1998: An Affair
- 1999: City of the Rising Sun
- 1999: The Uprising
- 2000: Interview
- 2000: Il Mare
- 2000: Ruby
- 2001: Last Present
- 2001: MOB 2025
- 2001: Last Witness
- 2002: Over the Rainbow
- 2003: Oh! Brothers
- 2005: Typhoon
- 2008: The Accidental Gangster and the Mistaken Courtesan
- 2010: Das Hausmädchen
- 2012: El Fin del Mundo
- 2012: The Thieves
- 2013: New World
- 2013: The Face Reader
- 2014: Big Match
- 2015: Assassination
- 2016: Operation Chromite
- 2016: Tik Tok
- 2017: Warriors of the Dawn
- 2017: Along with the Gods: The Two Worlds
- 2018: Along with the Gods: The Last 49 Days
- 2019: Svaha: The Sixth Finger
- 2021: Squid Game (televisieserie)
- 2022: Hunt
- 2024: The Acolyte (televisieserie)
- 2024: Squid Game 2 (televisieserie)
- 2025: Squid Game 3 (televisieserie)